# Gilberto (football, 1959)
Pour les articles homonymes, voir Gilberto.
Gilberto dos Santos Gomes, plus communément appelé Gilberto, est un footballeur portugais né le 24 juin 1959 à Mirandela. Il évoluait aux postes de milieu et d'arrière droit.

## Biographie

### En club
Il commence sa carrière en 1977 au sein du SC Mirandela qui évolue en troisième division portugaise. Lors de la saison 1980-1981, le club dispute la deuxième division mais est relégué immédiatement,,.
De 1982 à 1984, il représente l'AD Sanjoanense,,.
En 1984, il est transféré au SC Salgueiros et découvre alors la première division,,.
Il devient joueur du GD Chaves en 1986, club qu'il représente pendant sept saisons au sein du club du Nord du Portugal,,.
Après son passage à Chaves, il joue sous les couleurs de clubs de divisions inférieures comme Mirandela et Vila Pouca de Aguiar avant de racrocher les crampons en 1999,.
Il dispute un total de 239 matchs pour 11 buts marqués en première division portugaise,. Au sein des compétitions européennes, il dispute 4 matchs en Coupe UEFA pour un but marqué.

### En équipe nationale
International portugais, il reçoit deux sélections en équipe du Portugal en 1987. Le 5 décembre, dans le cadre des éliminatoires de l'Euro 1988, il dispute un match contre l'Italie (défaite 0-3 à Milan). Le 20 décembre, il joue contre Malte (victoire 1-0 à Ħ'Attard).